# سی رنچ لیکس (فلوریدا)
سی رنچ لیکس (به انگلیسی: Sea Ranch Lakes) روستای در شهرستان برووارد ایالت فلوریدا است که در سال ۱۹۵۹ بنیان‌گذاری شده‌است. این روستا طبق سرشماری سال ۲۰۱۰ میلادی، ۶۷۰ نفر جمعیت داشته و مساحت آن نیز ۰٫۶ کیلومتر مربع است.